# Carlos I. M. Gómez Alzaga
Carlos Indalecio María Gómez Alzaga (Buenos Aires, 15 de agosto de 1917-ibídem, 1 de junio de 2012) fue un hacendado y empresario argentino. Se desempeñó como Embajador de Argentina en Francia durante el gobierno de facto de Alejandro Agustín Lanusse de 1971 a 1973.

## Biografía
Nació en Buenos Aires en agosto de 1917, siendo hijo del abogado salteño Carlos Indalecio Gómez Tezanos Pinto y María Inés de Alzaga Unzué, familias patricias argentinas dedicadas a la actividad agropecuaria.
Estudió Derecho en la Universidad de Buenos Aires, carrera que abandonó pronto para abocarse a trabajar en la administración de establecimientos agropecuarios, tanto propios como familiares, ubicados en las provincias de Buenos Aires, Santa Fe, Entre Ríos y Salta.
Fue uno de los fundadores de la empresa consignataria Alzaga Unzué y Cía. SA, la cual presidió durante largos años e integró su directorio hasta su fallecimiento.
Ocupó diversos cargos en entidades gremiales empresarias vinculadas al sector agropecuario: fue miembro del directorio del Centro de Consignatarios de Productos del País, director y vicepresidente de la Sociedad Rural Argentina, miembro del directorio de la Cámara Argentina de Sociedades Anónimas y consejero de la Bolsa de Comercio de Buenos Aires.
Se desempeñó como director del Banco de la Nación Argentina en 1962 y 1963, mismo cargo que su padre había ocupado en la década de 1920, para posteriormente ser designado como embajador de la Argentina en Francia.
Falleció en junio de 2012, siendo sepultado en el Cementerio de la Recoleta.